# 17才 (南沙織の曲)
「17才」（じゅうななさい）は、南沙織の歌手デビュー・シングル。1971年6月1日発売。発売元はCBS・ソニーレコード（現：ソニー・ミュージックレーベルズ）。
平成時代に入って間もない1989年には、森高千里がカバーしてヒットさせた。2008年には、男性ロックバンド・銀杏BOYZによって再びカバーされ、オリコン・ヒットチャートで最高7位を記録。これにより1970年代は南沙織、1980年代は森高千里、2000年代は銀杏BOYZと、別のアーティストによって3つの年代でベストテン入りを果たした。

## 南沙織によるオリジナル
アイドル歌手・南沙織の歌手デビュー曲である。デビューへ向けたプロジェクトの中で南と作曲者の筒美京平が初めて顔を合わせた際、筒美から〝何が歌えるの?〟と聞かれた南が〝リン・アンダーソン（Lynn Anderson）の「ローズ・ガーデン（Rose Garden）」だけ歌える〟と答え、これが元になって筒美は「17才」を書いたという。 
デビュー曲ながら、本楽曲はオリコンの上位にランクインするヒットとなった。また、この曲のヒットは、歌い手と同世代のファンが感情移入できる、新しいタイプのアイドル・ポップス誕生の瞬間であったと語られることがある。いわゆる "女性ヤングアイドル" の基礎を築いたのが南沙織や同期歌手の小柳ルミ子・天地真理であったと語られる機会も多い。 
レコード・ジャケットでは、蟹の絵がプリントされているシャツを着ているが、これは南自身が7月2日生まれの蟹座であることに由来する。本シングル盤発売時のキャンペーンでは、蟹のマークのシールが配布されていた。また、2006年6月14日発売のデビュー35周年CD-BOX『Cynthia Premium』では、BOXに同様の蟹座のマスコット模様が施してあった。 
順調にヒットを記録した結果、1971年の年末には第13回日本レコード大賞新人賞・日本歌謡大賞放送音楽新人賞・新宿音楽祭金賞など様々な賞を受賞したほか、NHKの『第22回NHK紅白歌合戦』にデビューからわずか半年で出場歌手に選ばれ、紅組のトップバッターを務めた。その映像は上記『Cynthia Premium』に収められたDVDでも見ることが出来る。 
作詞者の有馬三恵子によると、歌詞の冒頭に出てくる「誰もいない海」の舞台は瀬戸内海にある富海海水浴場で、自身の出身地である山口県防府市にある。当時有馬は既に40歳前後だったため、この曲がヒットしたときは周りから〝40歳になってよくあのような詞が書けたね〟と、半分呆れられるかのように誉められたという。
この曲のヒット以降、歌詞や作品名に「17才」が登場するアイドル歌謡曲が多く生まれた。
本人のベスト・アルバムのほか、様々なコンピレーション・アルバムに収録されている。2003年頃には、ブルボンより発売された食玩CD『J'sポップスの巨人たち〜フォーク／ニューミュージック黄金時代編』シリーズで、「17才」と次シングル「潮風のメロディ」が収録された8センチCDがおまけとして封入された。 
B面曲の「島の伝説」は、"珊瑚礁" "ハイビスカス" など「17才」以上に南国のイメージを持った単語がちりばめられている。

### 収録曲
- 両楽曲とも、作詞: 有馬三恵子、作曲・編曲: 筒美京平

1. 17才（2:46）
2. 島の伝説（2:36）

### 収録作品（LP・CD）
17才
17才
ギフトパック 南沙織 -1972年版-
ギフトパック 南沙織 -1973年版-
南沙織ヒット全曲集 -1974年版-
南沙織デラックス
南沙織ヒット全曲集 -1975年版-
Best of Best 南沙織のすべて
シンシア・ラブ
シンシア・メモリー
THE BEST / 南沙織 -1978年6月版-
THE BEST / 南沙織 -1978年11月版-
THE BEST / 南沙織 -1979年6月版-
THE BEST / 南沙織 -1979年11月版-
THE BEST / 南沙織 -1980年版-
THE BEST / again 南沙織
THE BEST / 南沙織 -1982年版-
南沙織のすべて
南沙織ベスト・コレクション
南沙織ベスト Recall 〜28 SINGLES SAORI + 1〜
Cynthia Memories
Cynthia Best 〜 Eternity
GOLDEN J-POP/THE BEST 南沙織
CYNTHIA ANTHOLOGY
DREAM PRICE 1000 南沙織 17才
GOLDEN☆BEST 南沙織 筒美京平を歌う
南沙織 THE BEST 〜 Cynthia-ly
ドーナツ盤型12cmCDコレクション
Cynthia Premium
南沙織 スーパー・ベスト
南沙織 BEST OF BEST
GOLDEN☆BEST 南沙織 コンプリート・シングルコレクション
世界は俺が回してる イメージサウンドトラック
GOLDEN☆BEST 新三人娘 〜天地真理・小柳ルミ子・南沙織〜
南沙織 スーパー・ヒット
南沙織 ベスト・ヒット
ゴールデン☆アイドル 南沙織
CYNTHIA ALIVE
17才 -New Vocal-
20才まえ
Cynthia Premium
17才 (ノンストップmix Ver.)
TSU-TSU MIX 南沙織
17才 -Live #1 （メドレー）-　
CYNTHIA IN CONCERT
CYNTHIA ANTHOLOGY
17才 -Live #2 （SAORI HIT MEDLEY）-　
SAORI ON STAGE
CYNTHIA ANTHOLOGY
17才 -Live #3-
Good-by Cynthia
Cynthia Memories
CYNTHIA ANTHOLOGY
島の伝説
17才
ギフトパック 南沙織 -1972年版-
南沙織デラックス
Cynthia Memories
CYNTHIA ANTHOLOGY
GOLDEN☆BEST 南沙織 筒美京平を歌う
ドーナツ盤型12cmCDコレクション
Cynthia Premium

## 森高千里によるカバー
森高千里が1989年の『見て～スペシャル～ライブツアー』内でコスプレミニスカート姿で登場して初披露したところ、カバー曲であったがライブ会場内のファンから好評を博したため、デビュー3年目の記念日でもある1989年5月25日にワーナー・パイオニア（現：ワーナーミュージック・ジャパン）より急遽シングル発売した〈規格品番：09L3-4084〉。7枚目のシングルにあたる。
本作は非売品のプロモーションサンプル盤として赤白印刷・モノラル・A面のみ収録の7インチシングル盤がプレス・配布された〈規格品番：LRS-2022〉。
原曲をユーロビート調に変えて忠実に再現しており、オリコンシングルチャート最高8位、1989年年間シングルチャートは43位とシングルでは初の大ヒット曲となり、『ザ・ベストテン』や『歌のトップテン』などの音楽番組にも出演した。森高のライヴでも定番であった。
同年7月5日に発売されたWinkの「淋しい熱帯魚」と共に、当時ボウリング場やゲームセンターに設置されていたレーザージュークもヒットの要因のひとつに挙げられる。特にボウリング場では、空いている＆スコアをモニターに設定している以外は同じPVが一斉に流れることから耳からだけではなく、視覚的にも刷り込みされた。特に森高千里は初期からPVに力を入れており、本作「17才」でプロモーションとして機能した、といっても過言ではないだろう。
カーネーション・ヴァージョン、オレンジ・ミックスなど、別ヴァージョンが存在する。

### 収録曲（森高版シングル）
1. 17才
  - 作詞：有馬三恵子、作曲：筒美京平、編曲：斉藤英夫
2. 20才
  - 作詞：森高千里、作曲・編曲：斉藤英夫

### 収録作品（森高版）
- 非実力派宣言（「カーネーション・ヴァージョン」と「Original Mix」の2種類）
- 森高ランド
- The Best Selection of First Moritaka 1987-1993
- ザ・シングルス
- UHQCD THE FIRST BEST SELECTION '87～'92

### ビデオ・クリップ集（森高版）
1989年11月10日には同名のビデオ・クリップ集が発売されている（VHSコード：30L8-8055）。表題曲と次作シングルである「だいて」の他、メイキング映像も収録されている。
収録内容
1. 17才
2. だいて (ラスベガス・ヴァージョン)
3. 夜の煙突（カーネーションのカヴァー）
4. 私はおんち ～ザ・メイキング～

## 銀杏BOYZによるカバー
銀杏BOYZの3枚目のシングルであり、UKプロジェクトから2008年11月19日に発売。オリジナルアルバム『光のなかに立っていてね』の1曲目に収録された。
映画『俺たちに明日はないッス』主題歌。
なお、銀杏BOYZには、アルバム『DOOR』に収録された「十七歳 (…cutie girls don't love me and punk.) 」という別の楽曲もある。

### 収録曲（銀杏BOYZ版シングル）
1. 17才
2. 17才 - 病室にいるあの娘へ （同曲の別バージョン[10]）

## その他の主なカバー
上記の森高千里、銀杏BOYZの他にも、レコード化される・されないにかかわらず、カバーされる機会は多くある。
1991年に南が『第42回NHK紅白歌合戦』に特別出演した際、番組内でタレントのコロッケが南のモノマネをして歌ったほか、本楽曲の冒頭が本人登場前のステージに流れた。また、2005年の『第56回NHK紅白歌合戦』では、余興のコーナーで島谷ひとみ・水森かおりによって歌われ、14年ぶりに紅白歌合戦のステージで「17才」が聴かれた。
- 森昌子（1972年） - アルバム『せんせい/同級生』収録。
- 葉山ユリ（1972年） - アルバム『あこがれ』収録。
- 栗田ひろみ（1973年） - アルバム『太陽と海とオレンジ』収録。
- 桜田淳子（1974年） - アルバム『淳子と花物語』収録。
- 豊川誕（1975年） - アルバム『汚れなき悪戯・星めぐり』収録。
- 新井薫子（1982年） - アルバム『Kaoruko…ライブベスト』収録。
- コリン・テル（1989年） - アルバム『秘密の楽園』収録。
- ギルガメ・セクシーメイツ（1992年） - アルバム『セクシー・タイムスリップ』収録。
- バンビー（2001年） - アルバム『Dancemania PRESENTS J★PARADISE』収録。ゲーム『Dance Dance Revolution 5th mix』にもプレイ楽曲として収録された
- 勝野慎子（2001年） - シングル「17才」収録。大塚製薬「ファイブミニ」のCMソングとなった。
- 後藤沙緒里（2005年） - アルバム『まんすりぃ 萌音 ぼーかるこれくしょん Vol.1』収録。
- 森下玲可（2006年） - アルバム『Romantic Woman Trance〜あゝ無情〜』収録。
- 衝和ショッキング（2007年） - アルバム『Song for Life』収録。
- Alani Ohana Band（2007年） - アルバム『東京ハワイ』収録。
- wiz-us（2007年） - アルバム『ナカユクイ』収録。
- Donna Fiore（2008年） - アルバム『fiore』収録。
- DJ SASA with ISLAND SOULS (Vo. Yammy)（2010年） - アルバム『ISLAND SOULS REGGAE for DRIVE』収録。
- 泪橋学園女子カバー部（2011年） - アルバム『アイドル列伝!!カバー48〜美少女時代 NON STOP MIX』収録。
- BINARY LOVERS ASSEMBLE RIE OJI(尾島梨絵)（2012年） - アルバム『CHIP&BIT HITS』収録。
- 吉川友（2012年） - シングル「ここから始まるんだ!」の初回限定盤A・通常盤に収録。
- 瑠川リナ（2014年） - シングル「17才」収録。
- つばきファクトリー（2016年） - ミニアルバム『つばきファクトリー SOUND+VISION Vol.1』収録。
- 原紗友里、青木瑠璃子、三宅麻理恵（2018年） - アルバム『CINDERELLA PARTY! でれぱ音頭 ＼ドンドンカッ／』収録。
- tohko（2023年） - カバーアルバム『tohko+MM Covers 〜tohko 25th Anniversary〜』収録。

## メディアでの使用
- NTT東日本/NTT西日本「ナンバーディスプレイ」CM - サビの部分を「誰もいない時 着信履歴確かめたくて」とした替え歌をコマーシャルソングとして使用。
- そうして私たちはプールに金魚を、（2016年、映画） - NATURE DANGER GANGによるテクノアレンジを劇中歌として使用。